# FCディナモ・ブカレスト
フォトバル・クルブ・ディナモ・ブクレシュティ（ルーマニア語: Fotbal Club Dinamo București, ルーマニア語発音: [diˈnamo bukuˈreʃtʲ]）は、ルーマニア・ブカレストを本拠地とするサッカークラブチーム。リーガ1で18回、クパ・ロムニエイで13回、スーペルクパ・ロムニエイで2回優勝しており、FCステアウア・ブカレストと並んでルーマニアでもっとも成功を収めた2クラブのひとつである。
1948年に設立され、それ以来すべてのシーズンをリーガ1で過ごしている。伝統的にホームユニフォームは全身赤色であり、現在のエンブレムは1998年に修正された版である。1951年から、ブカレスト市内中心部にあるスタディオヌル・ディナモをホームスタジアムとしている。1983-84シーズンのUEFAチャンピオンズカップではベスト4となり、同大会で準決勝に進出したルーマニア初のクラブとなった。最大のライバルはステアウアであり、両クラブの対戦はエテルヌル・デルビー（エターナル・ダービー、永遠のダービー）と呼ばれる。

## 歴史

### 黎明期
1948年5月14日、ウニレア・トリコロールMAIがチオカヌル・ブカレストと合併し、ディナモ・ブカレストという名称の総合スポーツクラブが創設された。ウニレア・トリコロールMAIは1948年1月に設立されていた、共産主義政権の庇護の下にあったクラブである。ディナモ・ブカレストもルーマニア共産党を象徴するスポーツクラブとなり、体制側のクラブという側面が常に付きまとった 。1947-48シーズンのリーグ戦が終わるまでは、チオカヌルがディナモA、ウニレア・トリコロールがディナモBという扱いだったが、ウニレア・トリコロールはシーズン終了後にディヴィジアB（2部）降格となった。両チームはディナモのAチーム、Bチームとして共存していたが、1950年シーズン開幕時にはディナモAがディナモBから分割され、ディナモBはまずブラショヴに、次にクルジュ＝ナポカに、結局は1958年にバカウに移転し、FCMバカウとなった。
1948年7月14日、Zidnice（チェコスロバキア）と初の国際試合を戦い、4-1で勝利した。1948-49シーズンには（ディナモAが）ディナモという名称で初めてリーガ1（1部）に参戦。コロマン・ブラウン＝ボグダン監督がチームを率い、ティトゥス・オゾンなどの選手たちがプレーした。1948-49シーズン終了後にはアンジェロ・ニクレスクが現役引退。指導者に転身し、後にディナモやルーマニア代表の監督を務めている。1950年にはドゥミトル・ニコラが加入。1951年10月14日には現在のディナモ・スタジアムがオープンし、ディナモ＝ロコモティーヴァ・ティミショアラとの間で行われた落成記念試合に1-0で勝利した。1951年シーズンから1953年シーズンまでの3シーズンは、いずれもCCAブカレスト（現在のステアウア）に次ぐ2位でシーズンを終えた。1954年のクパ・ロムニエイでは決勝に進出したが、メタルル・レシツァに0-2で敗れた。ニクレスク監督が率いた1955年シーズンには、アレグザンドレ・エネなどの攻撃陣による攻撃サッカーで強い印象を与え、リーガ1初優勝を飾った。守備陣にはバクト、スゾコ、カリノユなどがおり、リーグ最少の19失点に抑えた。1956-57シーズンには初めてUEFAチャンピオンズカップに出場。ルーマニアで初めて国際大会に出場したクラブとなった。予選ではガラタサライSK（トルコ）と対戦。32,000人の観客が詰めかけたホームでのファーストレグには3-1で勝利し、イスタンブールでのセカンドレグには1-2で敗れたものの、2試合合計4-3で勝ち上がりを決めた。1回戦ではCDNAソフィア（ブルガリア）と対戦し、2試合合計4-10で敗れて敗退した。

### 1960年代と1970年代
1961-62シーズンのチームにはイリエ・ダトク、ステファン、ウングロユなどが在籍しており、ニクショル・ドゥミトル・ネデレスク監督の下で 2回目のリーグ優勝を飾った。1962-63シーズンにはリーグ戦2連覇を果たした。1963-64シーズンにはクパ・ロムニエイで決勝に進出し、ライバルのFCステアウア・ブカレストを5-3で下して2回目の優勝を飾った。UEFAチャンピオンズカップではアルフレッド・ディ・ステファノ擁するレアル・マドリード（スペイン）と対戦。ブカレストのスタディオヌル・リア・マノリウで行われた試合にはスタジアム記録となる100,000人もの観客を集めた。1964-65シーズンのUEFAチャンピオンズカップでは「グランデ・インテル」と呼ばれたインテル（イタリア）と対戦し、ルイス・スアレス、ジャチント・ファッケッティ、サンドロ・マッツォーラなどと対面したが、2試合合計0-7で完敗した。同シーズンのリーグ戦では4連覇を果たした。1965年にはミルチェア・ルチェスクなどを獲得し、UEFAチャンピオンズカップでは2シーズン連続でインテルと顔を合わせたが、ホームゲームでは2-1で勝利するなど善戦した。
1970-71シーズンには6回目のリーグ優勝を飾った。1971-72シーズンのUEFAチャンピオンズカップでは1回戦でFCスパルタク・トルナヴァ（スロベニア）を下したが、2回戦でフェイエノールト（オランダ）に敗れた。1972-73シーズンにはFCウニヴェルシタテア・クラヨーヴァなどを突き放し、7回目のリーグ優勝を果たした。1973-74シーズンのUEFAチャンピオンズカップでは、1回戦でクルセイダーズFC（北アイルランド）を2試合合計12-0で破った。ホームで行われたセカンドレグでは11点差 (11-0) の勝利を記録し、同大会におけるクラブ史上最大得点差記録として現在も残っている。2回戦ではハビエル・イルレタなどを擁するアトレティコ・マドリード（スペイン）と対戦し、2試合合計2-4で敗れた。1974-75シーズンはUEFAカップに出場し、1回戦でボルスポル（トルコ）を退けたが、2回戦で1.FCケルン（西ドイツ）に2試合合計3-4で敗れた。リーグ戦では8回目の優勝を果たし、32得点を挙げたドゥドゥ・ゲオルゲスクがヨーロッパ・ゴールデンシュー（ヨーロッパ全体の得点王）に輝いた。1976-77シーズンのUEFAカップでは1回戦でファビオ・カペッロなどが在籍していたACミラン（イタリア）と対戦し、2試合合計1-2と健闘した。リーグ戦では9回目の優勝を果たし、47得点を挙げたゲオルゲスクが2度目のヨーロッパ・ゴールデンシューに輝いた。1977-78シーズンのUEFAチャンピオンズカップでは1回戦でアトレティコ・マドリードと対戦し、ホームで行われたファーストレグには2-1で勝利したが、アウェーでは0-2で敗れ、2試合合計2-3で敗退となった。1979-80シーズンのUEFAカップ1回戦ではアルキ・ラルナカFC（キプロス）を2試合合計12-0で下し、2回戦ではブルーノ・ペッツァイなどが牽引したアイントラハト・フランクフルト（西ドイツ）と対戦。ファーストレグに2-0で勝利したが、セカンドレグに0-3で敗れて敗退した。

### 1980年代
1981-82シーズンのUEFAカップ・1回戦ではレフスキ・ソフィア（ブルガリア）と対戦し、2試合合計4-2で勝利した。2回戦では17年ぶりにインテルと対戦し、クラブ史に残る勝利を挙げた。インテルにはアレッサンドロ・アルトベッリ、ジュゼッペ・バレージ、ガブリエーレ・オリアーリ、ヘルベルト・プロハスカなどの名選手が在籍していたが、ミラノでのファーストレグは1-1の引き分けに持ち込み、ブカレストでのセカンドレグはロスタイムの得点により3-2で勝利。2試合合計4-3とし、西欧の強豪を破って3回戦進出を決めた。3回戦ではIFKヨーテボリ（スウェーデン）と対戦し、後に優勝するクラブ相手に敗れた。同シーズンには10回目のリーグ優勝を飾った。1982-83シーズンには5シーズンぶりにUEFAチャンピオンズカップに出場し、予選と1回戦でヴォレレンガ・フォトバル（ノルウェー）とFKデュクラ・プラハ（オーストリア）を破ったが、2回戦でアストン・ヴィラFC（イングランド）に敗れた。国内リーグでは2連覇を達成した。1983年には国内リーグと国内カップでそれぞれ6回の優勝を果たしたコルネル・ディヌが引退。ディヌはルーマニア代表として75試合に出場し、ディナモでは通算454試合に出場した。1983-84シーズンには国内リーグ3連覇を果たし、欧州の舞台でも躍進を遂げた。UEFAチャンピオンズカップでは1回戦でFCクーシュシ（フィンランド）を破り、2回戦でハンブルガーSV（西ドイツ）と対戦。ハンブルガーSVは前回大会王者であり、ヴィリ・シュルツやフェリックス・マガトなどを擁していた。ブカレストでのファーストレグには3-0で勝利し、セカンドレグは2-3で敗れたが、2試合合計5-3で準々決勝に進出。準決勝ではFCディナモ・ミンスク（ソビエト連邦）を2試合合計2-1で破り、ルーマニアのクラブとして初めて同大会の準決勝進出を決めた。準決勝ではイアン・ラッシュ擁するリヴァプールFC（イングランド）と対戦し、2試合合計1-3で敗れて敗退した。1984-85シーズンの同大会では1回戦でオモニア・ニコシア（キプロス）に勝利したが、ジャン・ティガナやベルナール・ラコンブが在籍していたFCジロンダン・ボルドー（フランス）に敗れた。1985-86シーズンのクパ・ロムニエイでは決勝でステアウアを1-0で破って優勝した。1985-86シーズンには18年ぶりにUEFAカップウィナーズカップに出場。1986-87シーズンにはリーグ戦で44得点を挙げたロディオン・カマタルがヨーロッパ・ゴールデンシューに輝いた。1987-88シーズンのクパ・ロムニエイ決勝ではステアウアと対戦したが、ステアウアの選手たちが判定への抗議の意味で試合途中にピッチを去ったため、ディナモにトロフィーが与えられた。しかし、後にルーマニアサッカー連盟はステアウアが2-1で勝利したという裁定を下している。1989年12月のルーマニア革命後、ステアウアはディナモにトロフィーを返還する提案を行なったが、ディナモは受け取ることを拒否した。1988-89シーズンのUEFAカップウィナーズカップではラハティとダンディー・ユナイテッドFC（スコットランド）を下したが、UCサンプドリア（イタリア）にアウェーゴール差で敗れた。

### 1990年代
1960年代から1970年代にディナモでプレーしたルチェスク監督が指揮を執った1989-90シーズンのUEFAカップウィナーズカップでは、1回戦でKSディナモ・ティラナ（アルバニア）に2試合合計2-1で勝利し、2回戦でパナシナイコスFC（ギリシャ）に2試合合計8-1で勝利し、準々決勝ではミヤトヴィッチ擁するパルチザン・ベオグラード（ユーゴスラビア）に2試合合計4-1で勝利したが、準決勝でRSCアンデルレヒト（ベルギー）に2試合合計0-2で敗れた。同シーズンには13回目のリーグ優勝を果たし、クパ・ロムニエイでは決勝でステアウアを6-4で破って優勝。国内2冠を達成した。1990-91シーズンのUEFAチャンピオンズカップでは1回戦でセント・パトリックス・アスレティックFC（アイルランド）に勝利したが、2回戦でFCポルト（ポルトガル）に敗れた。1991-92シーズンのUEFAカップ1回戦ではルイス・フィーゴ擁するスポルティングCPに勝利したが、2回戦でジェノアCFC（イタリア）に敗れた。同シーズンのリーグ戦では34試合21勝13分で無敗優勝を達成した。
1990年代中盤には国内でも国外でも低迷した。3シーズン連続でUEFAカップに出場したが、1993-94シーズンはカリアリ・カルチョ（イタリア）に、1994-95シーズンはトラブゾンスポル（トルコ）に、1995-96シーズンはレフスキ・ソフィア（ブルガリア）に、いずれも予選1回戦で敗れた。この時期にはカタリン・ヒルダン、フローレンティン・ペトレ、コスミン・コントラなどが加入し、アドリアン・ミハルチェアやジアニ・キリツァなどがいたルーマニア代表組からはフロリン・プルネアが離脱した。1998-99シーズンにはリーグ最高のプレーを見せるクラブと称賛されたが、タイトル争いではFCラピド・ブカレストに敗れた。1990年代終盤には再び優勝争いに顔を見せるようになり、暗黒期を脱した。

### 2000年代

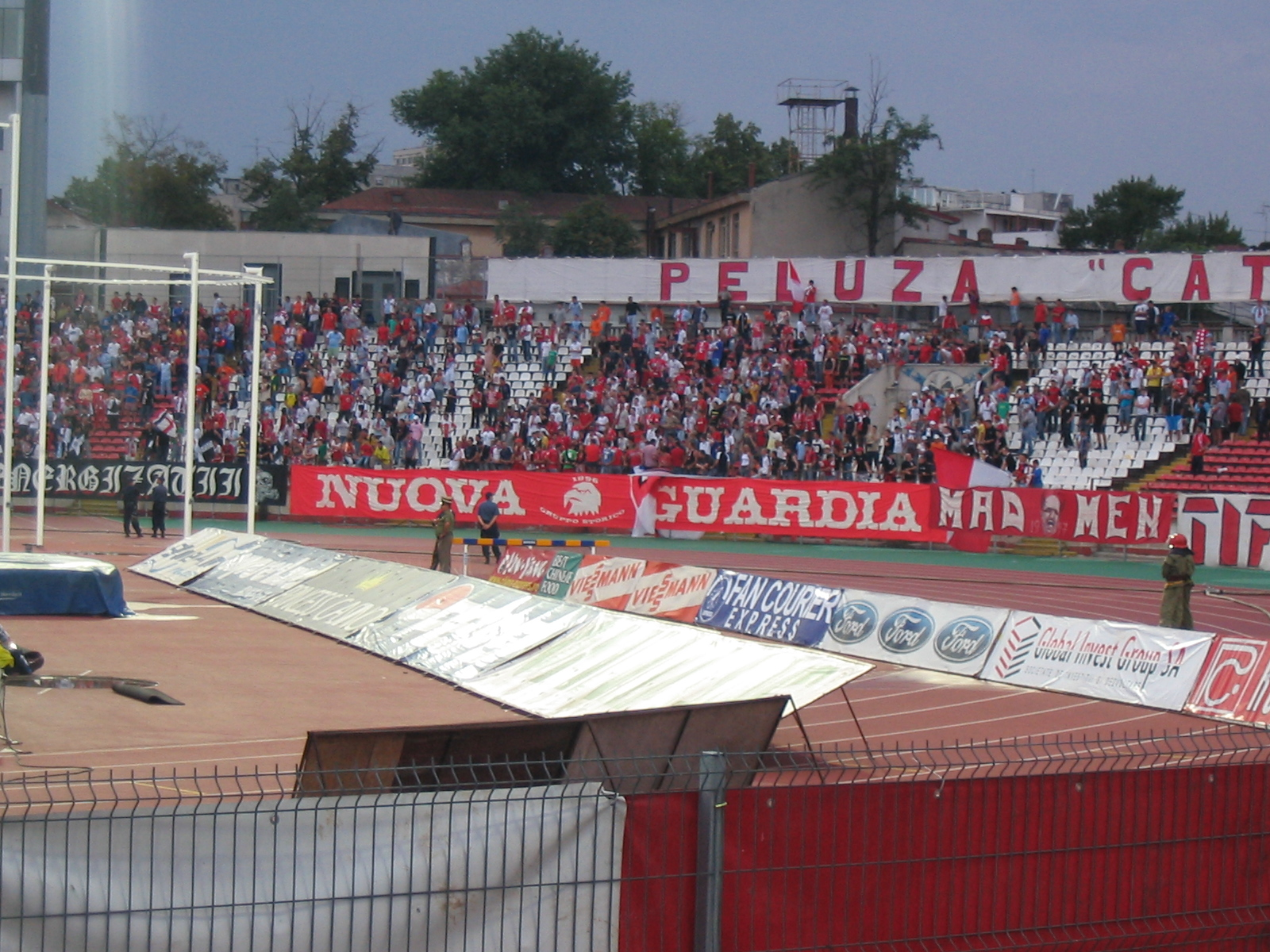
ポリテフニカ・ラシ戦でのディナモサポーター

1999年夏には主力選手の多くを売却し、1999-2000シーズンのUEFAカップ・1回戦ではSLベンフィカ（ポルトガル）と対戦し、エスタディオ・ダ・ルスでのファーストレグには1-0で勝利を収めたが、ブカレストのセカンドレグには0-2で敗れて敗退した。しかし、リーグ戦では（前半戦のみ）アドリアン・ムトゥを擁して8シーズンぶりの優勝を果たした。2000-01シーズンのUEFAチャンピオンズリーグでは予選2回戦でポロニア・ワルシャワ（ポーランド）に敗れ、リーグ戦もステアウアに優勝をさらわれた。しかし2001-02シーズンにはタイトルを奪還した。同シーズンのUEFAカップでは予選でKSディナモ・ティラナ（アルバニア）を破ったが、本選1回戦でグラスホッパー・チューリッヒ（スイス）に敗れた。2002年には再び多くの選手の売却を余儀なくされ、2002-03シーズンの成績に大きく影響した。中盤戦までは2位や3位につけていたが、7連敗を喫して9位まで落ち込んだこともあり、最終的には6位に終わった。UEFAチャンピオンズリーグでは予選2回戦でクラブ・ブルッヘ（ベルギー）に敗れた。クパ・ロムニエイでは準決勝でFCアストラ・プロイェシュティを、決勝でナツィオナル・ブカレストを破り、2シーズンぶり10回目の優勝を飾った。2003-04シーズンのUEFAカップ1回戦ではFCシャフタール・ドネツク（ウクライナ）に勝利したが、2回戦でFCスパルタク・モスクワに敗れた。リーグ戦ではステアウアと熾烈な優勝争いを演じ、僅差で優勝を決めた。クパ・ロムニエイでは決勝でFCオツェルル・ガラツィを下して2連覇を果たした。
2004-05シーズンのUEFAチャンピオンズリーグ予選3回戦ではマンチェスター・ユナイテッドFC（イングランド）と対戦し、2試合合計1-5で敗れた。2005-06シーズンのUEFAカップ1回戦ではエヴァートンFC（イングランド）を2試合合計5-2で下した。グループリーグではオリンピック・マルセイユ（フランス）、レフスキ・ソフィア（ブルガリア）、SCヘーレンフェーン（オランダ）、PFC CSKAモスクワ（ロシア）と同組となり、前回大会王者のCSKAモスクワに勝利したが、1勝1分2敗のグループ最下位で敗退した。スタッド・ヴェロドロームで行われたマルセイユ戦 (1-2) ではロスタイムにオクタヴィアン・チハジャがゴールネットを揺らしたが、すでに試合終了の笛が鳴っていたとしてゴールは認められなかった。
2006-07シーズンのUEFAカップ・グループリーグではトッテナム・ホットスパーFC（イングランド）、バイエル・レバークーゼン（ドイツ）、ベシクタシュJK（トルコ）、クラブ・ブルッヘと同組となり、2勝1分け1敗の勝ち点4でグループ2位となって決勝トーナメント進出を果たした。久々に欧州カップ戦での年越しを果たしたが、決勝トーナメント1回戦でベンフィカに敗れた。国内の舞台では前半戦を首位で終えると、その後も順調に勝ち点を伸ばし、4試合を残して18回目のリーグ優勝を果たした。最終的には2位に勝ち点13差を付けた。2006-07シーズンのUEFAチャンピオンズリーグでマンチェスター・UかチェルシーFC（イングランド）が優勝していたら、ディナモに同大会の本選グループリーグ出場権が与えられたが、ミランが優勝したため、ディナモは予選を戦うはめになった。予選3回戦ではSSラツィオ（イタリア）に敗れ、本選出場権を逃した。2007-08シーズンは3回も監督が交代する激動のシーズンとなり、4位に終わった。
2008年夏、ミルチェア・レドニクが監督に復帰。2008-09シーズンはリーグ優勝とUEFAチャンピオンズリーグ出場権獲得が目標であり、シーズン前半戦を首位で終えたが、最終的には3位に終わった。2009-10シーズンのUEFAヨーロッパリーグでは、プレーオフでFCスロヴァン・リベレツ（チェコ）と対戦した。ホームで行われたファーストレグでは、スロヴァンが2-0とリードした88分にディナモのサポーターがピッチ内に乱入したために試合が中断された。試合後、欧州サッカー連盟 (UEFA) の管理規律委員会はスロヴァンの3-0勝利という裁定を下した。1週間後にリベレツで行われたセカンドレグでは、アウェーのディナモが3-0で勝利し、延長戦でも決着がつかなかった。試合の行方はPK戦に持ち込まれたが、10人ずつが蹴ったPK戦に9-8で勝利したディナモが劇的な勝ち上がりを決めた。同シーズンのリーグ戦では6位という結果に終わった。
2010-11シーズンのリーグ戦は6位に終わった。同シーズンのクパ・ロムニエイでは決勝に進出したが、ステアウアとの決勝ではオウンゴールが決勝点となって敗れた。2011夏にはかつてディナモでプレーしたリヴィウ・チョボタリウ監督が就任し、ガブリエル・トルジェがセリエAのウディネーゼ・カルチョに移籍した。UEFAヨーロッパリーグプレーオフではFCヴォルスクラ・ポルタヴァに敗れたが、10節終了後には最多得点・最少失点で首位に位置した。年明けの時点でもCFRクルジュに勝ち点1差で首位に立っており、3月3日、ディナモのホームゲームとしては初めてスタディオヌル・ナツィオナルで行われたガスメタン・メディアシュ戦には2-0で勝利した。しかし、ディナモは春に大きく調子を落とし、34試合で勝ち点62の5位に終わった。クパ・ロムニエイでは決勝でラピドを破り、7年ぶりの優勝を飾った。2012年夏にはスーペルクパ・ロムニエイでCFRクルジュと対戦し、7年ぶり2度目の優勝を飾った。

## 文化

### スタジアム

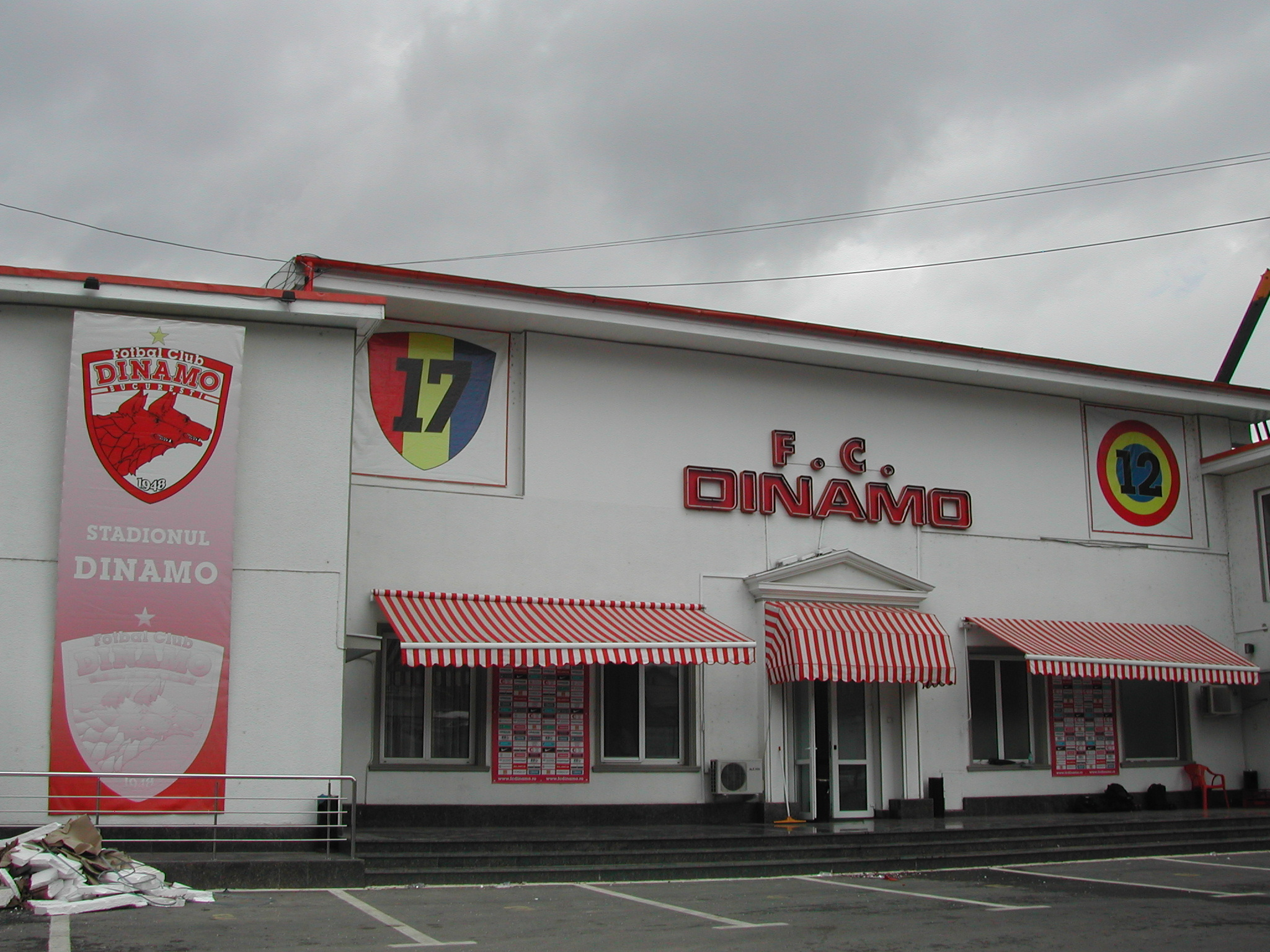
ディナモ・スタジアムのメインゲート

特別に重要試合はアレーナ・ナツィオナーラ（かつてはスタディオヌル・リア・マノリウ）で行なっているが、ホームスタジアムはスタディオヌル・ディナモである。1951年に建設され、ロコモティーヴァ・ティミショアラ戦が初試合となった。完成当初は16,000人収容だったが、立見区域への座席の設置などで15,032人まで収容人数が減少した。このスタジアムは大型複合施設の一部であり、ディナモIIと呼ばれるBチームが使用するスタディオヌル・フロレア・ドゥミトラチェ、体育館、プールなども内部に存在する。
一般のスタジアムのように地上にスタンドを組み上げるのではなく、地面を掘り起こしてスタンドを設置する方法で建設されたため、スタジアムはグロアパ（穴ぐら）というニックネームで呼ばれている。ペルーサ・カタリン・ヒルダン（略称：PCH）と呼ばれるサポーターグループは北スタンドに陣取る。

### サポーター
ルーマニアでもっとも人気のあるサッカークラブはFCステアウア・ブカレストである。ディナモはサッカーファン全体の16.3%が応援しており、FCウニヴェルシタテア・クラヨーヴァと並んでルーマニアで2番目に人気があるサッカークラブである。ディナモのファンはブカレストの北東部に多いが、ブカレスト以外のルーマニア国内や国外にも多くのファンが存在する。
ディナモのウルトラスの起源は、1995年にドラクーラ（Dracula、吸血鬼）やラムス・パンテリモン（Rams Pantelimon）などのグループが北側スタンドに現れたことによる。1996年、忠誠心の高い若者によってNuova Guardia（ヌオヴァ・グァルディア、新卒衛兵）というグループが組織され、ディナモのみならずルーマニアサッカー界全体でもっとも大きなウルトラスとなった。2000年にカタリン・ヒルダンが死去すると、サポーターは北側スタンドをペルーサ・カタリン・ヒルダン（カタリン・ヒルダン兵団）と呼ぶようになった。サポーターの大部分は北側スタンドに陣取るが、南側スタンドに移転した派閥もある。
クラブ創設以来、ディナモのクラブカラーは赤色と白色である。現在のエンブレムには、ヌンヴェイラー兄弟と呼ばれる2匹の赤い犬が刻み込まれている。

### ライバル

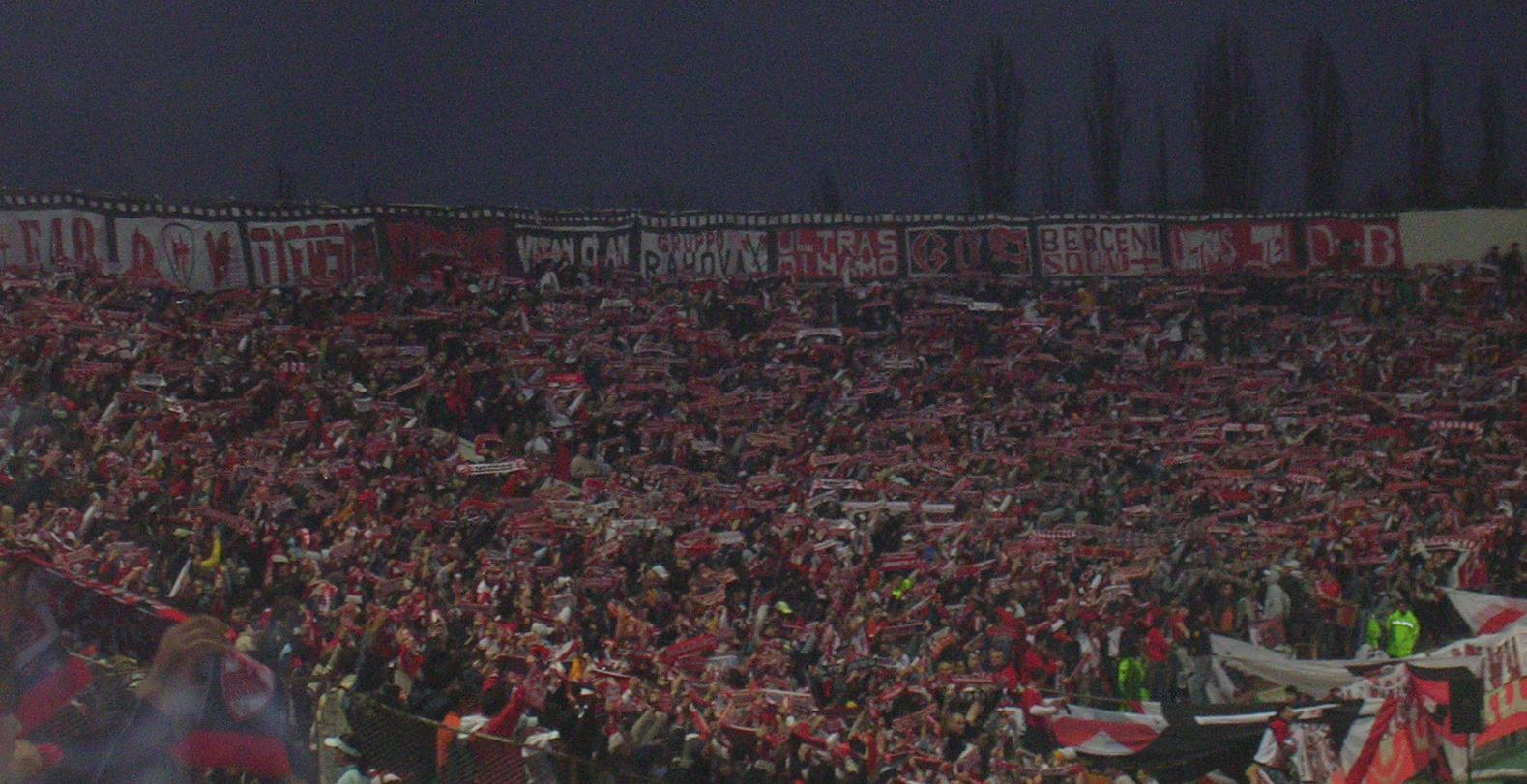
ホームでのステアウア戦

ディナモの最大のライバルはFCステアウア・ブカレストであり、両クラブはルーマニアでもっとも大きな成功を収めている。両クラブの対戦はエテルヌル・デルビー（エターナル・ダービー、永遠のダービー）と呼ばれ、ルーマニア最大のダービーマッチである。ダービーの際には両クラブのサポーターがスタジアム内外で衝突する。1997年にスタディオヌル・ゲンチェアで行われたダービーでは、アウェーのディナモサポーターがスタジアムの一区画に放火した事件が起こった。
ステアウアの他には、FCウニヴェルシタテア・クラヨーヴァ、FCラピド・ブカレストにもライバル意識を抱いている。FCペトロルル・プロイェシュティ、FCファルル・コンスタンツァ、FCアルジェシュ・ピテシュティ、FCポリテフニカ・ティミショアラのファンはディナモをライバルとみなしているが、ディナモのファンは彼らに特別な感情を抱いていない。ディナモはかつてルーマニア共産党を象徴するクラブだったことから、ルーマニアサッカー界の悪役的存在であり、ブカレスト以外の地域にもファンが多数存在する。

### 下部組織
下部組織は年齢別に9のカテゴリーに分けられており、9歳から18歳までの選手約180人が所属している。すべてのカテゴリーはブカレストサッカー協会またはルーマニアサッカー連盟が管轄する大会に参加している。拠点組織としてディナモ・スポーツセンターがあり、センターの敷地内にはいくつものグラウンドがある。

### 欠番
- 11  カタリン・ヒルダン

1994年にディナモからデビューしたミッドフィールダー。2000年10月5日に行われたFCオルテニツァとの試合中に心停止を起こして倒れ、そのまま死去した。ディナモ・スタジアムの北スタンドは「カタリン・ヒルダン・スタンド」と命名されている。ディナモのファンには「最高のキャプテン」(The Only Captain)と称され、すべての試合でヒルダンを称えるチャントが歌われる。
- 14  パトリック・エケング

カメルーン代表ミッドフィールダー。2016年1月11日に加入、同年5月6日に行われたFCヴィトルル・コンスタンツァとの試合中に心停止を起こして倒れ、病院へ緊急搬送されたものの2時間後に死亡が確認された。享年26歳。

## タイトル

### 国内タイトル
- リーガ1：18回
  - 1955, 1961-62, 1962-63, 1963-64, 1964-65, 1970-71, 1972-73, 1974-75, 1976-77, 1981-82, 1982-83, 1983-84, 1989-90, 1991-92, 1999-00, 2001-02, 2003-04, 2006-07

- クパ・ロムニエイ：13回
  - 1958-59, 1963-64, 1967-68, 1981-82, 1983-84, 1985-86, 1989-90, 1999-00, 2000-01, 2002-03, 2003-04, 2004-05, 2011-12

- スーペルクパ・ロムニエイ：2回
  - 2004-05, 2011-12

### 国際タイトル
- UEFAチャンピオンズカップ：0回
  - 最高位ベスト4：1983-84

- UEFAカップウィナーズカップ：0回
  - 最高位ベスト4：1989-90

## 近年の成績
| シーズン | 国内リーグ    | 国内リーグ | 国内リーグ | 国内リーグ | 国内リーグ | 国内リーグ | 国内リーグ | 国内リーグ | 国内リーグ | 国内カップ   | 欧州カップ | 欧州カップ              | 備考               |
| シーズン | ディビジョン  | 試         | 勝         | 引         | 敗         | 得         | 失         | 点         | 順位       | 国内カップ   | 欧州カップ | 欧州カップ              | 備考               |
| -------- | ------------- | ---------- | ---------- | ---------- | ---------- | ---------- | ---------- | ---------- | ---------- | ------------ | ---------- | ----------------------- | ------------------ |
| 2001-02  | ディヴィジアA | 30         | 17         | 9          | 4          | 63         | 33         | 60         | 1位        | 準優勝       | UC         | 1回戦敗退               | スーペルクパ準優勝 |
| 2002-03  | ディヴィジアA | 30         | 13         | 5          | 12         | 49         | 46         | 44         | 6位        | 優勝         | UCL        | 予選2回戦敗退           | スーペルクパ準優勝 |
| 2003-04  | ディヴィジアA | 30         | 22         | 4          | 4          | 71         | 30         | 70         | 1位        | 優勝         | UC         | 2回戦敗退               | スーペルクパ準優勝 |
| 2004-05  | ディヴィジアA | 30         | 20         | 2          | 8          | 60         | 30         | 62         | 2位        | 優勝         | UCL UC     | 予選3回戦敗退 1回戦敗退 | スーペルクパ優勝   |
| 2005-06  | ディヴィジアA | 30         | 17         | 5          | 8          | 56         | 32         | 56         | 3位        | ベスト16     | UC         | グループリーグ敗退      |                    |
| 2006-07  | リーガ1       | 34         | 23         | 8          | 3          | 63         | 24         | 77         | 1位        | ベスト16     | UC         | ラウンド32              |                    |
| 2007-08  | リーガ1       | 34         | 17         | 10         | 7          | 55         | 36         | 61         | 4位        | ベスト8      | UCL UC     | 予選3回戦敗退 1回戦敗退 | スーペルクパ準優勝 |
| 2008-09  | リーガ1       | 34         | 20         | 5          | 9          | 56         | 30         | 65         | 3位        | ベスト4      | UC         | 1回戦敗退               |                    |
| 2009-10  | リーガ1       | 34         | 13         | 14         | 7          | 48         | 37         | 53         | 6位        | ベスト4      | UEL        | グループリーグ敗退      |                    |
| 2010-11  | リーガ1       | 34         | 16         | 8          | 10         | 68         | 52         | 56         | 6位        | 準優勝       | UEL        | 予選3回戦敗退           |                    |
| 2011-12  | リーガ1       | 34         | 18         | 8          | 8          | 57         | 32         | 62         | 5位        | 優勝         | UEL        | プレーオフ敗退          | スーペルクパ優勝   |
| 2012-13  | リーガ1       | 34         | 16         | 8          | 10         | 48         | 40         | 56         | 6位        | ベスト8      | UEL        | プレーオフ敗退          |                    |
| 2013-14  | リーガ1       | 34         | 17         | 8          | 9          | 52         | 34         | 59         | 4位        | ベスト4      | -          | -                       |                    |
| 2014-15  | リーガ1       | 34         | 13         | 9          | 12         | 47         | 44         | 48         | 7位        | ベスト16     | -          | -                       |                    |
| 2015-16  | リーガ1       | 26         | 13         | 9          | 4          | 36         | 24         | 48         | 2位        | 準優勝       | -          | -                       |                    |
| 2015-16  | プレーオフ    | 10         | 2          | 6          | 2          | 12         | 15         | 36         | 4位        | 準優勝       | -          | -                       |                    |
| 2016-17  | リーガ1       | 26         | 12         | 5          | 9          | 40         | 33         | 41         | 6位        | 準々決勝敗退 | -          | -                       |                    |
| 2016-17  | プレーオフ    | 10         | 5          | 4          | 1          | 15         | 8          | 40         | 3位        | 準々決勝敗退 | -          | -                       |                    |
| 2017-18  | リーガ1       | 26         | 11         | 6          | 9          | 39         | 31         | 39         | 8位        | 準々決勝敗退 | UEL        | 予選3回戦敗退           |                    |
| 2017-18  | プレーオフ    | 14         | 11         | 1          | 2          | 29         | 10         | 54         | 7位        | 準々決勝敗退 | UEL        | 予選3回戦敗退           |                    |
| 2018-19  | リーガ1       | 26         | 8          | 8          | 10         | 29         | 37         | 32         | 9位        | ベスト16     | -          | -                       |                    |
| 2018-19  | プレーオフ    | 14         | 8          | 3          | 3          | 16         | 7          | 43         | 9位        | ベスト16     | -          | -                       |                    |
| 2019-20  | リーガ1       | 26         | 10         | 4          | 12         | 37         | 41         | 34         | 8位        | 準決勝敗退   | -          | -                       |                    |
| 2019-20  | プレーオフ    | 9          | 2          | 2          | 5          | 8          | 11         | 25         | 13位       | 準決勝敗退   | -          | -                       |                    |
| 2020-21  | リーガ1       | 30         | 7          | 6          | 17         | 26         | 41         | 27         | 14位       | 準決勝敗退   | -          | -                       |                    |
| 2020-21  | プレーオフ    | 9          | 5          | 2          | 2          | 11         | 8          | 31         | 12位       | 準決勝敗退   | -          | -                       |                    |
| 2021-22  | リーガ1       | 30         | 4          | 5          | 21         | 24         | 66         | 17         | 14位       | ベスト16     | -          | -                       |                    |
| 2021-22  | プレーオフ    | 9          | 4          | 2          | 3          | 14         | 11         | 23         | 14位       | ベスト16     | -          | -                       |                    |

## 記録

### 国内リーグ
- 最長連勝記録

17試合 (1988年6月12日 - 1988年11月27日)
- 最長不敗記録

47試合 (1991年5月26日 - 1992年9月20日)
- 最多出場者

 コルネル・ディヌ (454試合)
- 最多得点者

 ドゥドゥ・ゲオルゲスク (207試合)

### 欧州カップ
- ホームでの最大得点差勝利

11-0 (1973-74シーズンUEFAチャンピオンズカップ -  クルセイダーズFC戦)
- アウェーでの最大得点差勝利

9-0 (1979-80シーズンUEFAカップ -  アルキ・ラルナカFC戦)
- ホームでの最大得点差敗北

0-3 (1971-72シーズンUEFAチャンピオンズカップ -  フェイエノールト戦、2009-10シーズンUEFAヨーロッパリーグ -  ガラタサライSK戦)
- アウェーでの最大得点差敗北

1-8 (1956-57シーズンUEFAチャンピオンズカップ -  PFC CSKAソフィア戦)

#### 欧州カップ戦での記録
| 大会                                                | シーズン | 試合数 | 勝利 | 引分 | 敗北 | 得点 | 失点 | 点差 |
| --------------------------------------------------- | -------- | ------ | ---- | ---- | ---- | ---- | ---- | ---- |
| UEFAチャンピオンズリーグ (UEFAチャンピオンズカップ) | 18       | 66     | 24   | 10   | 32   | 96   | 106  | –10  |
| UEFAカップウィナーズカップ                          | 5        | 20     | 8    | 4    | 8    | 25   | 18   | +7   |
| UEFAヨーロッパリーグ （UEFAカップ）                 | 23       | 90     | 37   | 14   | 39   | 147  | 127  | +20  |
| UEFAインタートトカップ                              | 1        | 4      | 1    | 0    | 3    | 4    | 6    | –2   |
| 通算                                                | 47       | 180    | 70   | 28   | 82   | 272  | 257  | +15  |

## 現所属メンバー
2020年12月5日現在
注：選手の国籍表記はFIFAの定めた代表資格ルールに基づく。
| No. | Pos. |            | 選手名                    |
| --- | ---- | ---------- | ------------------------- |
| 1   | GK   | スペイン   | トマス・メヒアス          |
| 3   | DF   | ルーマニア | アンドレイ・ラドゥ        |
| 5   | MF   | ルーマニア | アレクサンドル・ラウツァ  |
| 6   | DF   | ルーマニア | マルコ・エーマン          |
| 7   | MF   | スペイン   | フアン・カマラ            |
| 8   | MF   | ルーマニア | パウル・アントン          |
| 9   | FW   | セネガル   | マガイェ・グエイェ        |
| 12  | GK   | ルーマニア | ミハイ・エシャヌ          |
| 17  | FW   | スロバキア | アダム・ネメツ            |
| 20  | DF   | ルーマニア | アンドレイ・シン          |
| 22  | MF   | ルーマニア | デヤン・ソレスク (副主将) |
| 23  | MF   | ルーマニア | ヨヌツ・シェルバン        |
| 27  | DF   | ルーマニア | リカルド・グリゴレ        |

| No. | Pos. |            | 選手名                   |
| --- | ---- | ---------- | ------------------------ |
| 28  | MF   | ルーマニア | ヴァレンティン・ボルチャ |
| 29  | FW   | ルーマニア | カタリン・マグレアヌ     |
| 30  | DF   | ルーマニア | フロリン・ベジャン       |
| 31  | MF   | イタリア   | ディエゴ・ファッブリーニ |
| 32  | MF   | ルーマニア | ジェアニ・クレツ         |
| 38  | MF   | ルーマニア | アンドレイ・バニ         |
| 55  | MF   | ポーランド | ヤヌシュ・ゴル           |
| 66  | DF   | クロアチア | アンテ・プリッチ ()      |
| 75  | MF   | スペイン   | アレイクス・ガルシア     |
| 77  | MF   | ルーマニア | ヴラド・アキム           |
| 98  | MF   | ルーマニア | アンドレアス・ミハユ     |
| 99  | FW   | ルーマニア | ロベルト・モルドヴェアヌ |

## 歴代監督
ディナモでもっとも有名な監督はアンジェロ・ニクレスクである。ニクレスク監督は1955年の国内リーグ初優勝時の監督であり、1964-65シーズンにもリーグ戦を制した。ニコラエ・ニクソル・ドゥミトル監督は、1961-62シーズン、1963-64シーズン、1970-71シーズン、1974-75シーズン、1982-83シーズン、1983-84シーズンの計6回の優勝を監督として経験しており、1983-84シーズンのUEFAチャンピオンズカップでは準決勝に到達した。イオン・ヌンヴェイラー監督は1972-73シーズンと1976-77シーズンのリーグ優勝時の監督である。
ミルチェア・ルチェスク監督は5年間の在任期間中にクパ・ロムニエイで2回、国内リーグで1回優勝。1988-89シーズンのUEFAカップウィナーズカップでは準々決勝に進出し、1989-90シーズンの同大会では準決勝に進出した。選手としてディナモのレジェンドの地位にあるコルネル・ディヌは1996年と1998年に監督に就任し、1999-2000シーズンに国内リーグを、2000-01シーズンにクパ・ロムニエイを制した。
- ミルチェア・ルチェスク 1985-1990
- イオン・モルドヴァン 1994, 2002
- コルネル・ディヌ 1996, 1998-2001, 2002-2003
- コルネル・ツァルナル 1996-1997, 2007, 2009-2010, 2012-2013
- マリン・イオン 2001-2002, 2009
- ヨアン・アンドネ 2003-2005, 2010-2011, 2016-2017
- エステバン・ビーゴ 2005-2006
- ミルチェア・レドニク 2006-2007, 2008-2009, 2015.5-2016, 2018.10-
- ワルテル・ゼンガ 2007
- ゲオルゲ・ムルツェスク 2008, 2013.6-9
- ダリオ・ボネッティ 2009.6-10, 2012.4-11
- リヴィウ・チョボタリウ 2011.6-2012.4
- ドリネル・ムンテアヌ 2012.11-12
- フラヴィウス・ストイカン 2013.9-2014.11, 2015.3-5
- イオネル・ダンチウレスク 2014.11-2015.1
- ミハイ・テヤ 2015.1-3
- コスミン・コントラ 2017.2-9
- ヴァシレ・ミリウツァ 2017.9-2018.2
- フロリン・ブラトゥ 2018.2-9
- クラウディウ・ニクレスク 2018.9-10

## 歴代所属選手

### GK
- ボグダン・ステレア 1988-1992, 2004-2005
- フローリアン・プルネア 1992-1998
- ボグダン・ロボンツ 2002-2003, 2007-2009

### DF
- コスミン・コントラ 1995-1999
- オビデュ・ブルカ 2002-2005
- ゲオルゲ・ポペスク 2002
- ガブリエル・タマシュ 2002-2003, 2008-2009
- シュテファン・ラドゥ 2004-2008
- コスミン・モツィ 2005-2012

### MF
- ドリン・マテウツ 1986-1990, 1994-1995
- ドリネル・ムンテアヌ 1991-1993
- パウル・コドレア 1996-1997
- ヴラド・ムンテアヌ 2000-2006, 2011
- デニス・シェルバン 2004, 2006-2007

### FW
- ミルチェア・ルチェスク 1963-77
- ドゥドゥ・ゲオルゲスク 1973-1983
- フロリン・ラドチョウ 1985-1990
- ヴィオレル・モルドヴァン 1993-1995
- フローレンティン・ペトレ 1994-2006
- イオネル・ダンチウレスク 1995-1997
- マリウス・ニクラエ 1996-2001, 2008-2011

- アドリアン・ムトゥ 1998-1999
- チプリアン・マリカ 2001-2004
- ニコラエ・ミテア 2002-2003, 2008-2009
- クラウディウ・ニクレスク 2003-2007, 2009-2010
- アドリアン・クリステア 2004-2011
- イオアン・ガネア 2006